# Ertuğrul Kürkçü
Ertuğrul Kürkçü (ur. 5 maja 1948 w Bursie) – turecki polityk, działacz społeczny, deputowany do Wielkiego Zgromadzenia Narodowego Turcji, Honorowy Współpracownik Zgromadzenia Parlamentarnego Rady Europy, były przewodniczący Ludowej Partii Demokratycznej (HDP) oraz jeden z założycieli Ludowej Partia i Frontu Wyzwolenia Turków (THKP-C).

## Życiorys
Urodził się w Bursie i był jednym z aktywistów ruchu studenckiego „Generacji 68” obok Mahira Çayana i Deniza Gezmişa. W październiku 1970, będąc wówczas szefem Socjalistycznego Stowarzyszenia Bliskowschodniego Uniwersytetu Technicznego (METU), został wybrany na przewodniczącego Tureckiej Federacji Młodzieży Rewolucyjnej (DEV-GENÇ).
W 1972, aby zapobiec egzekucji Deniz Gezmiş, Hüseyina İnanema i Yusufa Aslanema, 11 bojowników Partii i Frontu Wyzwolenia Turków i Ludowej Armii Wyzwolenia Turcji (THKO), wśród nich Ertuğrul Kürkçü oraz Mahir Çayan, porwały trzech brytyjskich techników, którzy pracowali w ośrodku wojskowym. Wszyscy w grupie, łącznie z zakładnikami, z wyjątkiem Ertuğrula Kürkçü, zginęli w strzelaninie z tureckim wojskiem w Kızıldere w prowincji Tokat.
W wyborach parlamentarnych do Wielkiego Zgromadzenia Narodowego Turcji uzyskał 9,7% głosów okręgu Mersin, co zapewniło mu miejsce w parlamencie.
W okresie 27 października 2013 – 22 czerwca 2014 pełnił funkcję współprzewodniczącego HDP, razem z Sebahat Tuncel. Obecnie pełni funkcję Honorowego Przewodniczącego partii.

## Działalność dziennikarska
Po wejściu do parlamentu zrezygnował ze stanowiska koordynatora projektu Bianet – jednej z awangard tureckiego dziennikarstwa internetowego, gdzie publikował również swoje artykuły.
Oprócz kariery dziennikarskiej w Internecie był również aktywny jako dziennikarz polityczny, felietonista i redaktor. W latach 2002–2007 redagował i pisał dla „Political Gazette”, a wcześniej pisał także dla licznych wydawnictw partyjnych.
W marcu 1997 został skazany na 10 miesięcy więzienia za tłumaczenie raportu Human Rights Watch zatytułowanego War and People: Arms Transfers and Violations of the Laws of War in Turkey (pol. Wojna i ludzie: transfery broni i naruszenia prawa wojny w Turcji) na język turecki wspólnie z wydawcą Ayşe Zarakolu. Po apelacji do Europejskiego Trybunału Praw Człowieka rząd Turcji został zobowiązany do zapłaty 2500 euro odszkodowania.